# エコー&ザ・バニーメン
エコー&ザ・バニーメン（Echo & the Bunnymen）はイギリスのポストパンクバンド。耽美な音世界を築き、1980年代前半のネオサイケ・ブームの中で人気を博した。6枚のアルバムを発表した後、1993年に解散するが、1996年に再結成。

## 来歴
結成
エコー＆ザ·バニーメンは、1978年にイギリスのリヴァプールで結成された。メンバーはボーカリストのイアン・マッカロク、ギタリストのウィル・サージェント、ベーシストのレス・パティンソン、そしてバンド名の由来にもなったドラムマシンの「エコー」。1979年に地元のインディーレーベルからシングルを発表した後、1980年にピート・デ・フレイタスが「エコー」に代わってドラマーとして参加。こうしてラインナップが完成した。
成功
彼らのデビューアルバム『クロコダイルズ』(1980)は評論家の称賛を受け、イギリスでトップ20入りを果たす。続くセカンドアルバム『ヘヴン・アップ・ヒア』(1981)はイギリスのアルバムチャートで10位に達し、NME誌の読者人気投票で年間ベスト・アルバムに選ばれた。先行シングルの"The Cutter"がイギリストップ10に入り、満を持して発表された三作目のアルバム『ポーキュパイン （やまあらし）』(1983)はチャート2位にまで上り詰める。人気の絶頂の中で同年夏にはクラシックの殿堂、ロイヤル・アルバート・ホールでライヴを行っている。彼らの成功は次作『オーシャン・レイン』(1984)でも続き、"Killing Moon"、"Silver"、"Seven Seas"などのヒット曲が生み出された。また、1984年1月には初来日も果たした。
転機から解散
ところが、『エコー&ザ・バニーメン』(1987)の発表後、ボーカリストのマッカロクがソロキャリアを追求するためにバンドを脱退。1989年には、ドラマーのデ・フレイタスがバンドの練習に向かう途中でオートバイ事故に遭い死亡するという悲劇が起きる。残されたメンバーのサージェントとパティンソンは、リードシンガーとしてノエル・バークを、ドラマーとしてデイモン・リースを、キーボーディストとしてジェイク・ブロックマンを参加させ活動を継続。新体制で『リヴァーバレーション』(1990)をリリースしたが評論家には酷評され、マッカロクからも「Echo & the Bogusmen （偽者ども）」と揶揄される。商業的にも失敗に終わり、バンドは1993年5月に解散した。
再結成から現在
二枚のソロアルバムを発表した後、マッカロックは1994年に新プロジェクト・エレクトラフィクションで再びサージェントと手を組む。その後、1997年にマッカロクとサージェントはパティンソンと一緒にエコー&ザ・バニーメンを再始動させ、新作シングル"Nothing Lasts Forever"はイギリスでトップ10に入った。復帰作となるアルバム『エヴァーグリーン』(1997)は批評家に熱狂的に受け入れられ、彼らはライブアリーナへ華やかに舞い戻ってきた。その後パティンソンが2度目の脱退をしたが、マッカロクとサージェントは新たにメンバーを加え活動を続け、『ウィズ・ユア・ライフ』(1999)、『フラワーズ』(2001)、『サイベリア』(2005)、『ザ・ファウンテイン』(2009)とコンスタントにアルバムを発表。また、2003年には久しぶりに来日、2005年にはサマーソニックに参加するなど、精力的にツアー活動も行っている。
2014年、5年振りとなる通算12枚目のスタジオ・アルバム『メテオライツ』をイギリスで429レコード/キャロライン・インターナショナルより4月28日にリリースした（アメリカでは6月3日、日本では4月23日発売）。

## ディスコグラフィー

### スタジオ・アルバム
- クロコダイルズ Crocodiles（1980年）　全英17位
- ヘヴン・アップ・ヒア Heaven Up Here（1981年）　全英10位、全米184位
- ポーキュパイン （やまあらし） Porcupine（1983年）　全英2位、全米137位
- オーシャン・レイン Ocean Rain（1984年）　全英4位、全米87位
- エコー&ザ・バニーメン Echo & the Bunnymen（1987年）　全英4位、全米51位
- リヴァーバレーション Reverberation（1990年）　全英19位
- エヴァーグリーン Evergreen（1997年）　全英8位
- ウィズ・ユア・ライフ What Are You Going to Do with Your Life?（1999年）　全英21位
- フラワーズ Flowers（2001年）　全英56位
- サイベリア Siberia（2005年）　全英83位
- ザ・ファウンテイン The Fountain（2009年）　全英63位
- メテオライツ Meteorites（2014年）　全英37位、全米138位

## メンバー

### オリジナル・メンバー
- イアン・マッカロク - ボーカル （1978年-1988年、1997年-）
- ウィル・サージェント - ギター
- レス・パティンソン - ベース （1978年-1992年、1997年）
- ピート・デ・フレイタス - ドラムス （1980年-1989年）

## 日本公演
- 1984年

11月24日,25日 渋谷公会堂、27日 中野サンプラザ、29日 大阪毎日ホール、30日 名古屋市公会堂